# Barrage d'Esch-sur-Sûre
Le barrage d'Esch-sur-Sûre est un barrage hydro-électrique du Grand-Duché de Luxembourg situé sur la rivière Sûre en amont de la localité d'Esch-sur-Sûre.

## Historique
La construction du barrage démarre en 1956 et s'achève en 1957. Il fut complètement rempli pour la première fois en décembre 1960. Dès son premier remplissage, des fuites d'eau de plusieurs centaines de litres par minute apparaissent.
En 1965-1966, le lac connaît sa première vidange.
En 1991, le lac est vidangé et le barrage bénéficie de gros travaux de renforcement pour réparer des problèmes d'étanchéité,.
Un cas de pollution aux pesticides provoque une coupure de service du barrage en octobre 2014. Des réserves d'eau souterraine sont sollicitées pour compenser la coupure de service.

## Description
Le barrage contient la Sûre et son lac, le lac de la Haute-Sûre (plus grand réservoir d'eau potable du Luxembourg). Le lac est alimenté par un bassin versant de 428km², dont 64% se situe en Belgique, et 36% au Luxembourg.
Le barrage comprend une usine hydro-électrique située à la base ; il se complète de deux barrages secondaires : celui de Bavigne (au nord-ouest) et celui de Pont-Misère (en amont), destinés à régulariser les crues de la rivière.
Il alimente en eau brute la station de traitement du Syndicat des eaux du barrage d'Esch-sur-Sûre (SEBES), construite dans les années 1960, fournissant de l'eau potable pour environ 80% de la population luxembourgeoise. Le lac du barrage contient 60 millions de m3 d'eau.
Une nouvelle station de traitement, de même que de nouvelles canalisations sont prévues pour fonctionner à partir de 2021 et permettront de produire 110 000 m3 d'eau potable par jour, soit le plus grand chantier d'eau potable dans l'Histoire du Luxembourg. Initialement estimés à166 millions d'euros, les travaux coûtent finalement 207 millions d'euros au duché et aux communes.

## Données techniques
- Année de construction : 1956-1957[1]
- Par le Bureau d'Ingénieurs Conseils Coyne et Bellier, à l'époque Bureau André Coyne et Jean Bellier.
- Hauteur sur fondations : 47 m
- Altitude de la digue à sa crête : 323 m
- Cote maximale de remplissage : 322 m
- Altitude à la base : 281 m
- La voûte porte la route nationale no 27C.
- Ouvrages connexes : plusieurs petits barrages en aval et deux digues en amont connues sous le nom barrage de Bavigne et barrage du pont Misère les deux derniers étant destinés à la retenue des vases.
- Surface de retenue : 380 ha[1]
- Volume de retenue : 60 000 000 m3[1]
- 2 conduites forcées de 2 mètres de diamètre[1]
- 2 turbines Francis[1]